# Слайдер (техника)
Слайдеры (англ. slider) — аксессуары, устанавливаемые на мотоцикл для защиты хрупких деталей от разрушения при падении. Обычно устанавливаются по бокам двигателя. Также слайдеры устанавливаются на маятник заднего колеса, на ручки руля и даже на выхлопные трубы.

## Принцип работы
При падении мотоцикла слайдеры принимают на себя удар. При падении мотоцикл продолжает двигаться вперёд по инерции и поэтому велика вероятность разрушения боковых пластиковых щитков и протирания крышки двигателя. Слайдеры не позволяют деталям мотоцикла разрушиться, тем самым уменьшая величину урона.

## Внешний вид и материалы
Внешне слайдер представляет собой отбойник, выходящий за габариты мотоцикла. Деталь цилиндрической формы, с отверстием по оси симметрии для крепления. Крепится в точках крепления рамы и двигателя, в редких случаях — непосредственно к двигателю. Болт крепления утоплен в пластичном материале. Слайдеры глушителя крепятся при помощи хомутов. Иногда слайдеры крепят так, что мотоцикл на боку полностью ложится только на них. На многих моделях мотоциклов установка слайдеров не создаёт затруднений, однако для некоторых машин приходится сооружать сложные системы из хомутов и кронштейнов.
Важным фактором является материал, из которого производят слайдер. Он должен быть в меру теплостойким, способным к обратимой деформации, обладать высокой ударной вязкостью,  иметь хорошую стойкость к истиранию. Наиболее подходят конструкционные пластики (инженерные полимеры) . Чаще всего используют капролон, полиамиды, полиацеталь, фторопласты с противоизносными добавками такими как кокс, графит, дисульфид молибдена, силиконовое масло. Встречаются алюминиевые слайдеры, но их использование непрактично и опасно.
Самые надёжные слайдеры производятся методом токарной обработки. У литых слайдеров бо́льшая вероятность расколоться при падении, однако они дешевле.